# Palast Theoderichs (Ravenna)

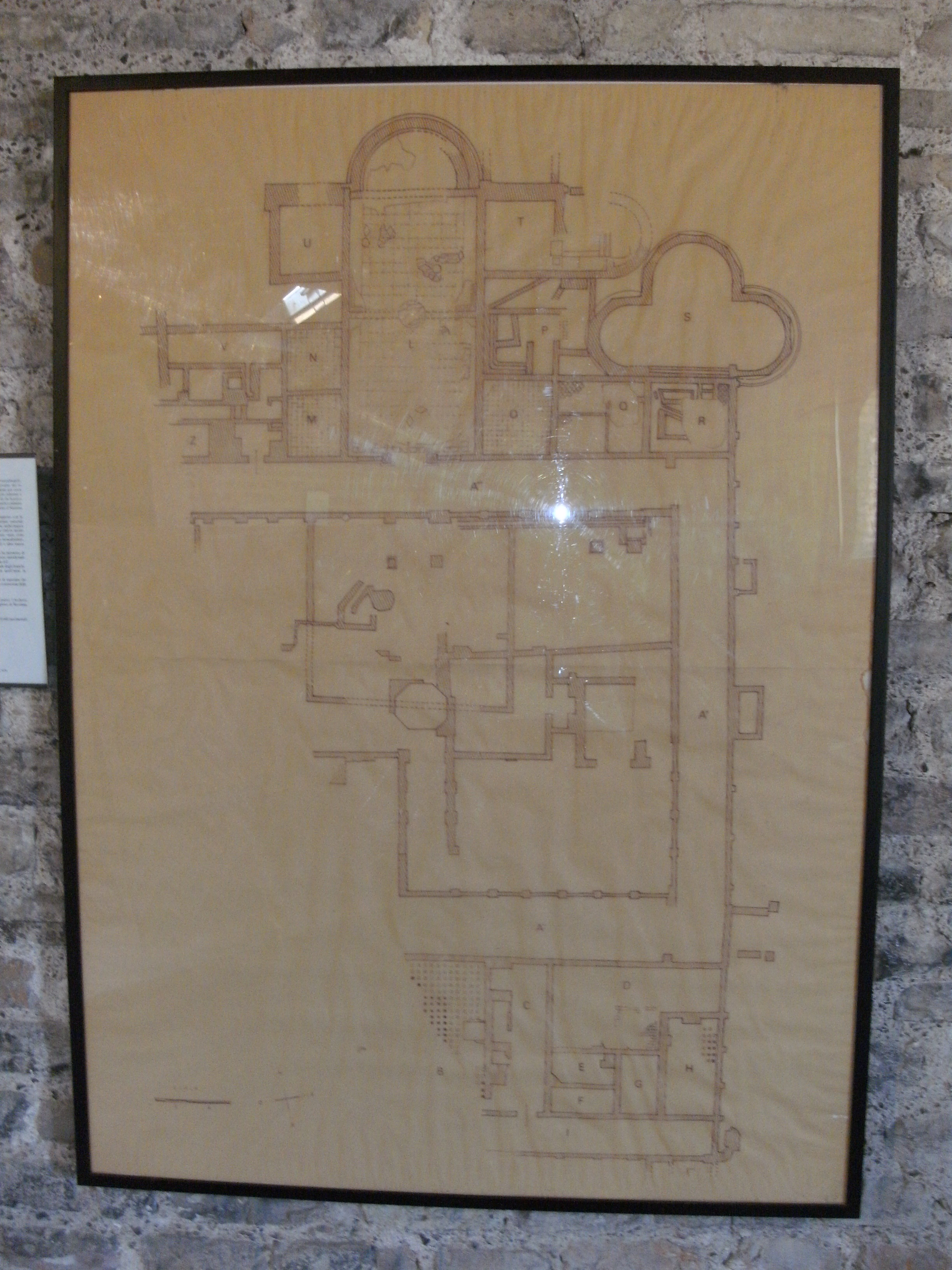
Grundriss des Palastes von Theoderich in Ravenna

Der Palast Theoderichs (italienisch Palazzo di Teodorico) in der oberitalienischen Stadt Ravenna ist ein nicht mehr vorhandener Palast des Ostgotenkönigs Theoderich des Großen († 526).
Sowohl die Lage des ehemaligen Palasts Theoderichs als auch ein großer Teil des Grundrisses konnten bei von Corrado Ricci im Zeitraum von 1907 bis 1911 durchgeführten Ausgrabungen von Fundamenten und Mauerresten in den Gärten der Familie Monghini und im angrenzenden Gebiet zwischen Viale Farini und Via Alberoni festgestellt werden. Ricci orientierte sich dabei an Kanalisationsrohren aus Blei, in die der Name Theoderichs eingraviert ist. Der Palast lag hinter dem Gebäudefragment, das heute als sogenannter Palast Theoderichs bezeichnet wird und das irrtümlich lange Zeit als ein Teil des Palastgebäudes angesehen worden war, und hinter der Kirche Sant’Apollinare Nuovo, der Hofkirche Theoderichs. Die bei den Ausgrabungen entdeckten Bleirohre und andere Fundstücke werden heute in einem Raum des Nationalmuseums in Ravenna ausgestellt.

Fragmente von Fußbodenmosaiken aus dem Palast des Theoderich

Bei den Grabungen wurden u. a. auch Reste von Mosaikfußböden gefunden. Die Mosaikfußböden wurden 1923 in das Dachgeschoss des Sogenannten Palasts Theoderichs gebracht, das als Ausstellungsraum eingerichtet wurde. In dem Ausstellungsraum im Obergeschoss wird auch eine Tafel mit einem Plan der ausgegrabenen Fundamente gezeigt.

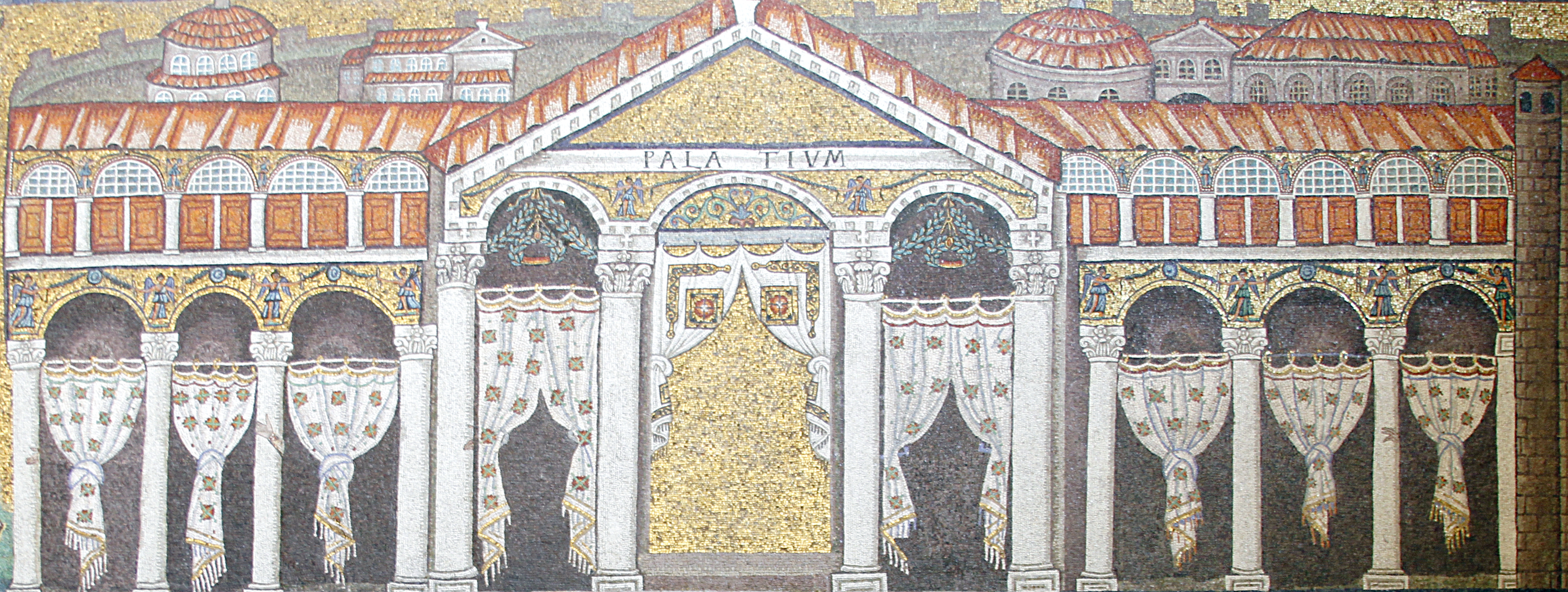
Frontalansicht der Mosaik-Darstellung des Palasts Theoderichs auf einer südlichen Obergadenwand von San Apollinare Nuovo in Ravenna

Wie der Palast in etwa ausgesehen haben mag, darauf lässt eine großflächige Mosaik-Darstellung schließen, die an der südlichen oberen Obergadenwand von San Apollinare Nuovo angebracht ist und die aus der Zeit Theoderichs stammt. Danach scheint der Palast nicht sehr groß gewesen zu sein. Die betreffende Mosaik-Darstellung in San Apollinare Nuovo, die ursprünglich in der Mitte Theoderich auf einem Pferd sitzend gezeigt haben soll und in den flankierenden beiden Säulengängen Mitglieder seines Hofstaats oder seiner Familie, ist nach Theoderichs Tod († 526) stellenweise stark verändert worden. Da er Arianer war, betrachtete ihn die Römische Kirche als „Ketzer“. Nach seinem Tod wurden deshalb sämtliche Abbildungen auf dem Mosaik, die ihn und weitere Personen zeigten, entfernt und mit anderen Darstellungen überdeckt. Von den ursprünglich dargestellten Figuren sind noch Hände übrig geblieben, die die Palastsäulen umfassen.
Aus der Ruine des Palasts Theoderichs wurden von Karl dem Großen Baumaterialien, darunter auch einige Säulen, entnommen, die er für den Bau der Aachener Pfalzkapelle wiederverwendete. Die Säulen, die dort mehr der Dekoration dienen und keine statische Funktion mehr haben, wurden unter Napoleon I. demontiert und anschließend im Louvre aufbewahrt. Ein Teil der Säulen wurde später wieder nach Aachen zurückgebracht.